# Sukkerrør på Hawaii
Sukkerrør på Hawaii er en film instrueret af Hakon Mielche.

## Handling
Sukkerrør hører blandt de største græsser, idet stråene bliver 2-4 meter høje og indtil 5 cm tykke. Stænglerne er fyldt med en slags marv, hvori ledningsstrengene løber, og i dette væv opbevares plantens forråd af sukkerstoffer til brug under blomstringen og frugtmodningen.